# Cremlingen
Cremlingen település Németországban, azon belül Alsó-Szászország tartományban. Lakosainak száma 13 266 fő (2023. december 31.). Cremlingen Sickte községgel határos.

## Népesség
A település népességének változása:
| Lakosok száma | 13 056 | 13 065 | 13 053 | 13 111 | 12 959 | 13 289 | 13 266 |
|               | 2015   | 2016   | 2017   | 2019   | 2021   | 2022   | 2023   |